# پادشاه کوآنگ ژو
پادشاه کوآنگ از ژو (به چینی: 周匡王) با نام شخصی جی بان (به چینی: 姬班)؛ بیستمین پادشاه دودمان ژو و هشتمین پادشاه ژو خاوری بود. او جانشین پدرش پادشاه چینگ ژو بود و از ۶۱۲ تا ۶۰۷ پ. م سلطنت کرد. پس از او برادرش پادشاه دینگ ژو به سلطنت رسید.